# Transvaalspornlerche

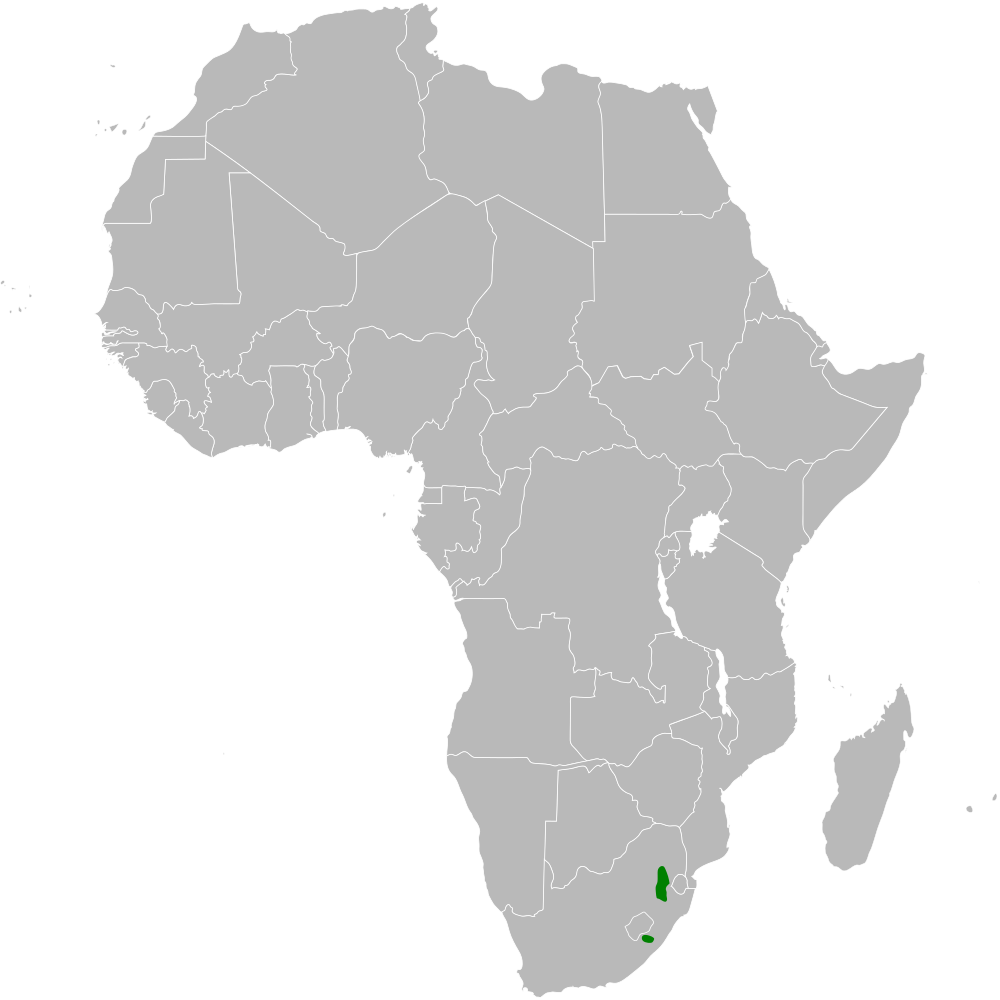
Verbreitung der Transvaalspornlerche

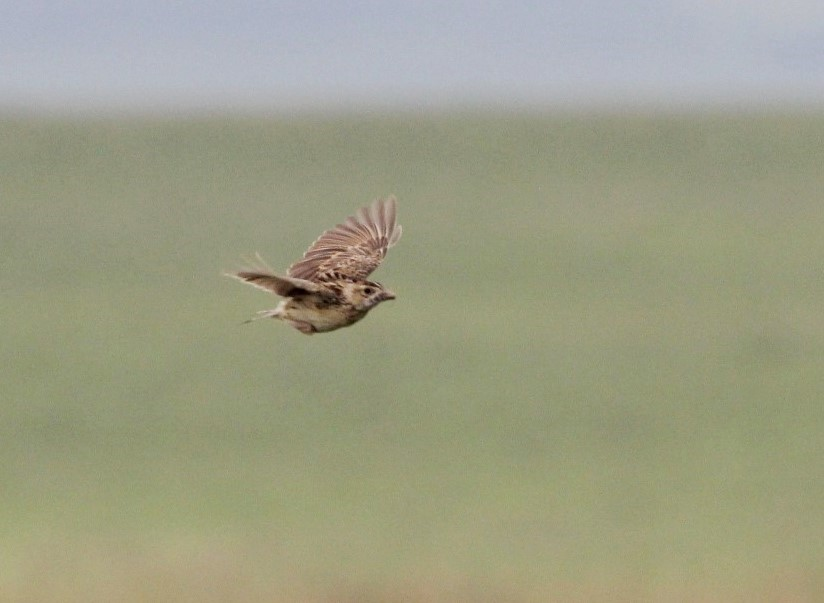
Transvaalspornlerche im Flug

Die Transvaalspornlerche (Heteromirafra ruddi) ist eine Art aus der Familie der Lerchen. Es ist eine kleine und kurzschwänzige Lerche, die eine auffällig verlängerte Hinterkralle besitzt. Ihr Verbreitungsgebiet ist verglichen mit zahlreichen anderen Arten klein und liegt im südlichen Afrika.
Die Bestandssituation der Transvaalspornlerche wurde 2016 in der Roten Liste gefährdeter Arten der IUCN als „Vulnerable (VU)“ = „gefährdet“ eingestuft.

## Merkmale
Die Transvaalspornlerche erreicht eine Körperlänge von etwa 14 Zentimetern, wovon 3,8  bis 4,5 Zentimeter auf den Schwanz entfallen. Sie wiegt etwa 26 Gramm. Es besteht kein auffallender Geschlechtsdimorphismus.
Die Transvaalspornlerche weist am Kopf einen deutlichen weißlichen Überaugenstreif auf. Die Körperoberseite ist dunkelbraun mit einer weißlichen Sprenkelung. Das Kinn und die Kehle sind weiß. Kropf und Vorderbrust sind gelblich rot mit einer schmalen dunkelbraunen Strichelung. Die übrige Körperunterseite ist weiß bis hell gelblich braun. Die dunkelbraunen Schwingen sind schmal rötlich gesäumt. Der auffällig kurze Schwanz ist dunkelbraun. Der Schnabel ist hornfarben bis dunkelbraun, die Augen sind haselnussbraun. Die Füße sind fleischfarben.
Der lerchentypische Fluggesang besteht aus kleinen Phrasen, die nur jeweils eine knappe Sekunde dauern und in Abständen von fünf bis sechs Sekunden wiederholt werden. Der Singflug dauert zwischen einer Minute und einer halben Stunde. Die Männchen stehen dabei entweder rüttelnd im Wind oder fliegen Kreise mit einem Durchmesser von 20 bis 40 Metern.

## Verbreitungsgebiet und Lebensraum
Die Transvaalspornlerche hat nur ein kleines, inselartiges Verbreitungsgebiet. Sie kommt im Nordosten der südafrikanischen Provinz Freistaat, im Süden von Mpumalanga und im Westen von Kwazulu-Natal vor.
Der Lebensraum der Transvaalspornlerche sind Bergsteppen in Höhenlagen zwischen 1700 und 2200 Meter, die eine kurze dichte Grasnarbe aufweist. Sie kommt bevorzugt in Regionen mit Niederschlägen von mehr als 600 Millimeter pro Jahr vor.

## Fortpflanzung
Die Transvaalspornlerche brütet im Freistaat im November, in Mpumalanga im Januar und in Kwazulu-Natal im Oktober. Sie ist wie alle Lerchen ein Bodenbrüter. Das Nest ist napfförmig und immer von Grasstängeln überwölbt. Das Gelege besteht aus zwei bis drei Eiern. Die Schale der Eier ist weißlich bis rosa gelblich und weist ein dichtes Muster aus grauen und hellbraunen Punkten und Flecken auf.

## Taxonomie
Die vom Aussterben bedrohte Somalispornlerche, die in Somalia nur in einem Areal von ca. 200 Quadratkilometer vorkommt, galt lange als eine Unterart der Transvaalspornlerche.

## Einzelbelege
1. ↑  
Heteromirafra ruddi in der Roten Liste gefährdeter Arten der IUCN 2016.1. Eingestellt von: BirdLife International, 2016. Abgerufen am 3. Oktober 2017.
2. ↑  Pätzold: Die Lerchen der Welt. S. 67.
3. 1 2 3  Pätzold: Die Lerchen der Welt. S. 68.
4. 1 2  Pätzold: Die Lerchen der Welt. S. 69.